# محمدتقی مجیدی

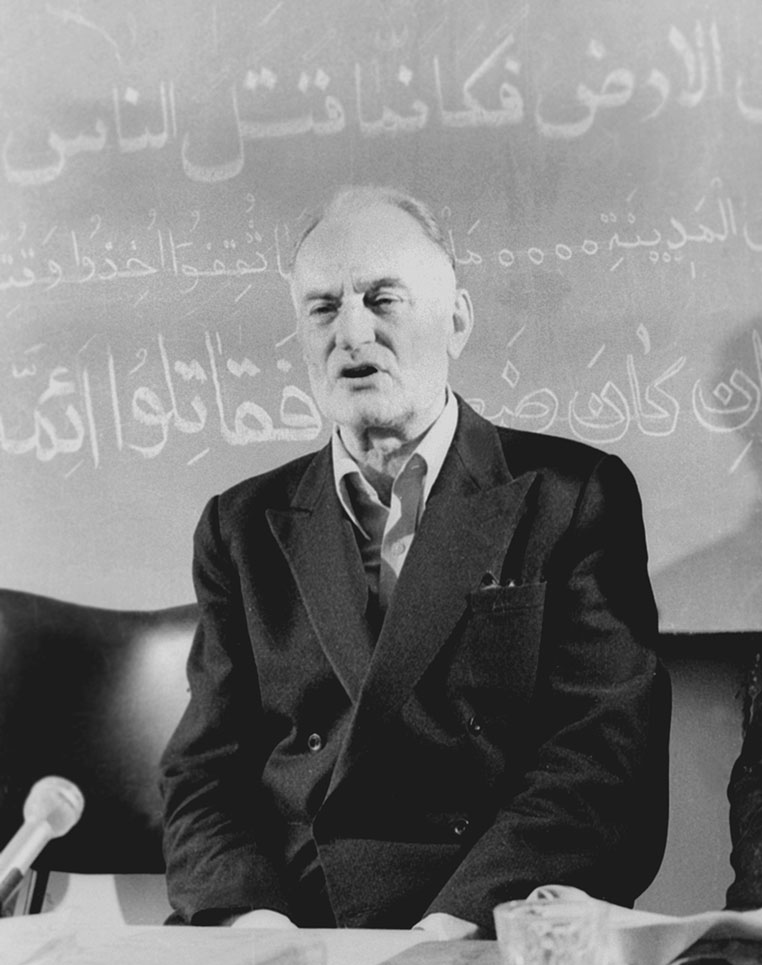
سپهبد محمد تقی مجیدی در دادگاه پس از انقلاب ۵۷

سپهبد محمد تقی مجیدی (۱۲۹۰ – ۲۲ فروردین ۱۳۵۸) از فرماندهان نظامی دوره پهلوی و رئیس دادگاه نظامی نواب صفوی بود.

## تولد و تحصیلات
مجیدی در سال ۱۲۹۰ در رشت به دنیا آمد و با اتمام تحصیلات متوسط در این شهر به تهران آمده و وارد دانشکده افسری شد. او در سال ۱۳۱۰ از این دانشکده فارغ‌التحصیل شد.

## فعالیتهای نظامی
مجیدی فعالیت‌های نظامی خود را در نیروی زمین و پیاده‌نظام انتخاب کرده و در سال ۱۳۲۵ به درجه سرهنگی نائل شده و فرمانده تیپ پیاده دانشکده افسری می‌شود. بعد از آن در سال ۱۳۳۰ به سمت در سال ۱۳۳۰ و بعد از کودتای ۲۸ مرداد با درجه سرتیپی به فرماندهی تیپ زاهدان منصوب می‌شود. او بعد از مدتی به تهران منتقل و فرماندهی لشکر پیاده مرکز را عهده‌دار می‌شود
مجیدی بعد از آن در سمت ریاست دادگاه‌های نظامی شبکه افسران حزب توده منصوب شده و در سه دوره ریاست دادگاه بدوی سری ارتش حکم اعدام این افسران را صادر می‌کند. به دنبال سوءقصد به حسین علاء توسط اعضای فدائیان اسلام و دستگیری اعضای این گروه سپهبد مجیدی ریاست دادگاه مربوط را برعهده گرفته و حکم اعدام نواب صفوی را صادر می‌نماید.
او در سال ۱۳۳۶ به درجهٔ سرلشکری و فرماندهی سپاه فارس منصوب و سپس بعد از دریافت درجهٔ سپهبدی به فرماندهی سپاه مرکز انتخاب می‌شود. سپهبد مجیدی در سال ۱۳۴۵ بازنشسته شد.

## پس از انقلاب

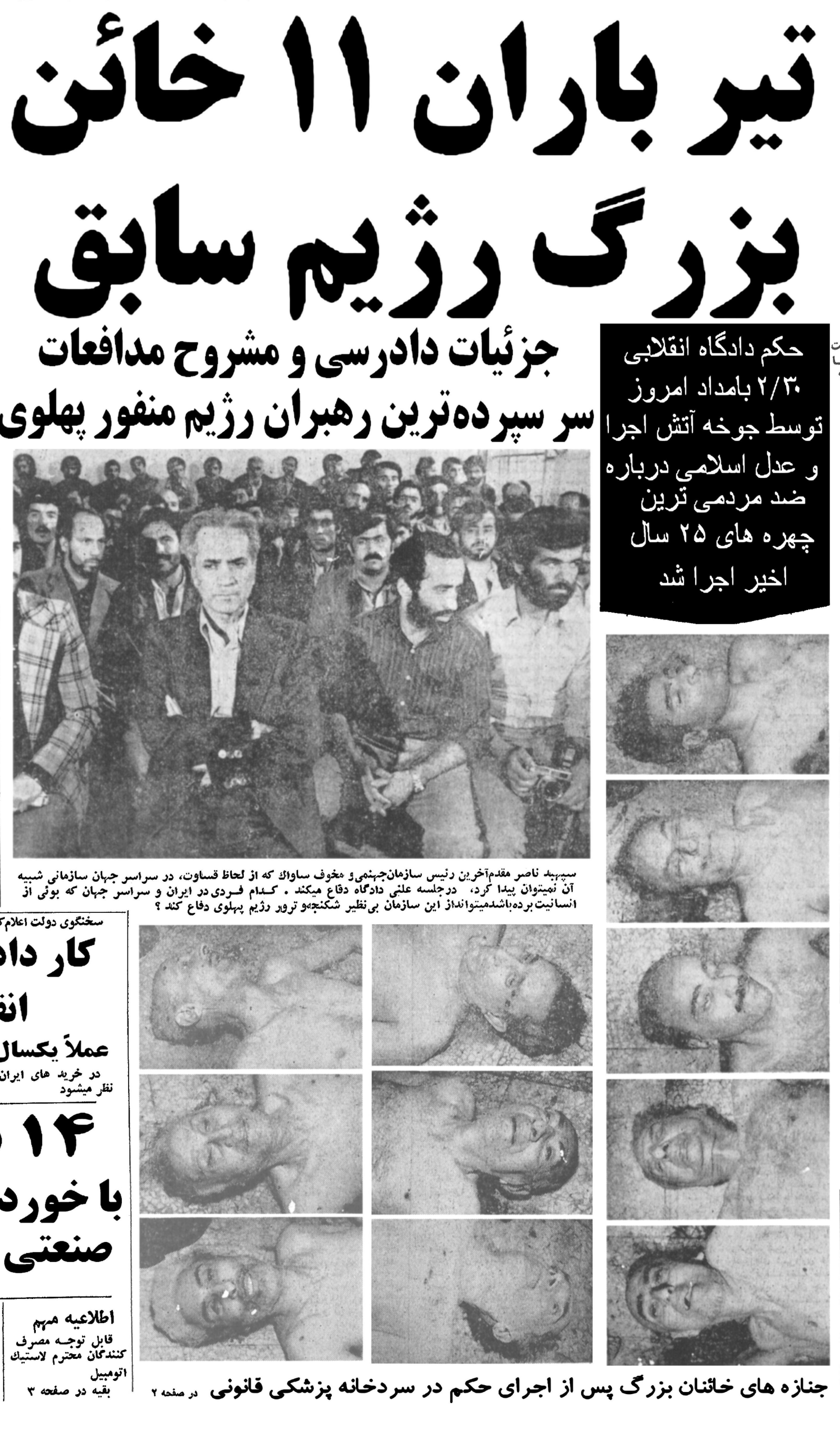
پیکر بی جان سپهبد محمد تقی مجیدی(ستون اول عکس دوم از بالا)

سپهبد مجیدی بعد از انقلاب ۱۳۵۷ به علت ریاست دادگاه نظامی نواب صفوی و صدور حکم اعدام برای وی دستگیر و اعدام شد.